# Bienmesabe (postre)
Bienmesabe es un dulce típico de muchas localidades españolas y países hispanoamericanos. La consistencia varía considerablemente dependiendo de los métodos de preparación que se usen. Se ha descrito como influenciado por la gastronomía morisca. Existen muchas variedades del plato.

## Preparación
La miel, la yema de huevo y las almendras molidas son ingredientes primarios en la preparación del bienmesabe, y algunas versiones se preparan con azúcar. Los ingredientes adicionales pueden incluir cáscara de limón, canela y vino dulce o jerez.
La consistencia del bienmesabe varía mucho según los métodos de preparación, y puede variar desde la consistencia de una salsa pegajosa, crema espesa o merengue hasta una crema o pastel Las versiones bien frías pueden tener una consistencia similar al toffee. Como salsa, a veces se sirve bienmesabe sobre un helado.

## Variedades

### España

#### Bienmesabe canario

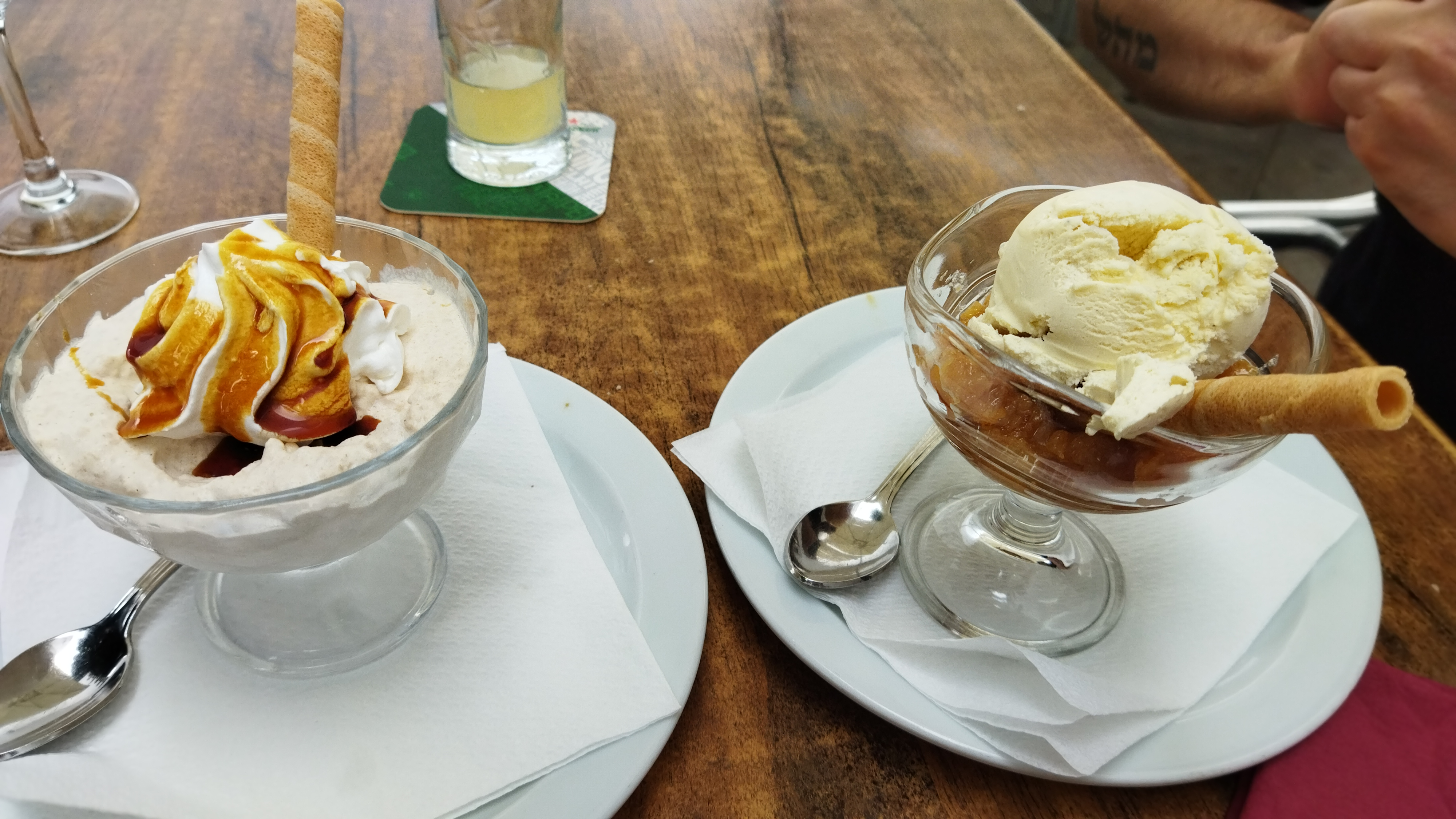
Mousse de gofio y bienmesabe canario con helado de vainilla.

Bienmesabe es un postre popular en la cocina de las Islas Canarias, donde se sirve con galletas de lengua de gato. Las galletas se pueden servir de lado o aplastar y servir sobre el postre. Ha sido descrito como el postre "más famoso" de la cocina canaria.
Su procedencia data de la época europea de la conquista de las islas (en el siglo XV), traído por parte de colonos españoles, que a su vez responden a tradiciones árabes extendidas en España durante la ocupación musulmana a lo largo de siete siglos. El bienmesabe canario está hecho de huevo, almendras ralladas, miel palmera y limón rallado. Es de textura espesa, granulosa y untuosa. Puede comerse solo o acompañando otros alimentos, como el helado. También puede incluir ron.

#### Bienmesabe antequerano

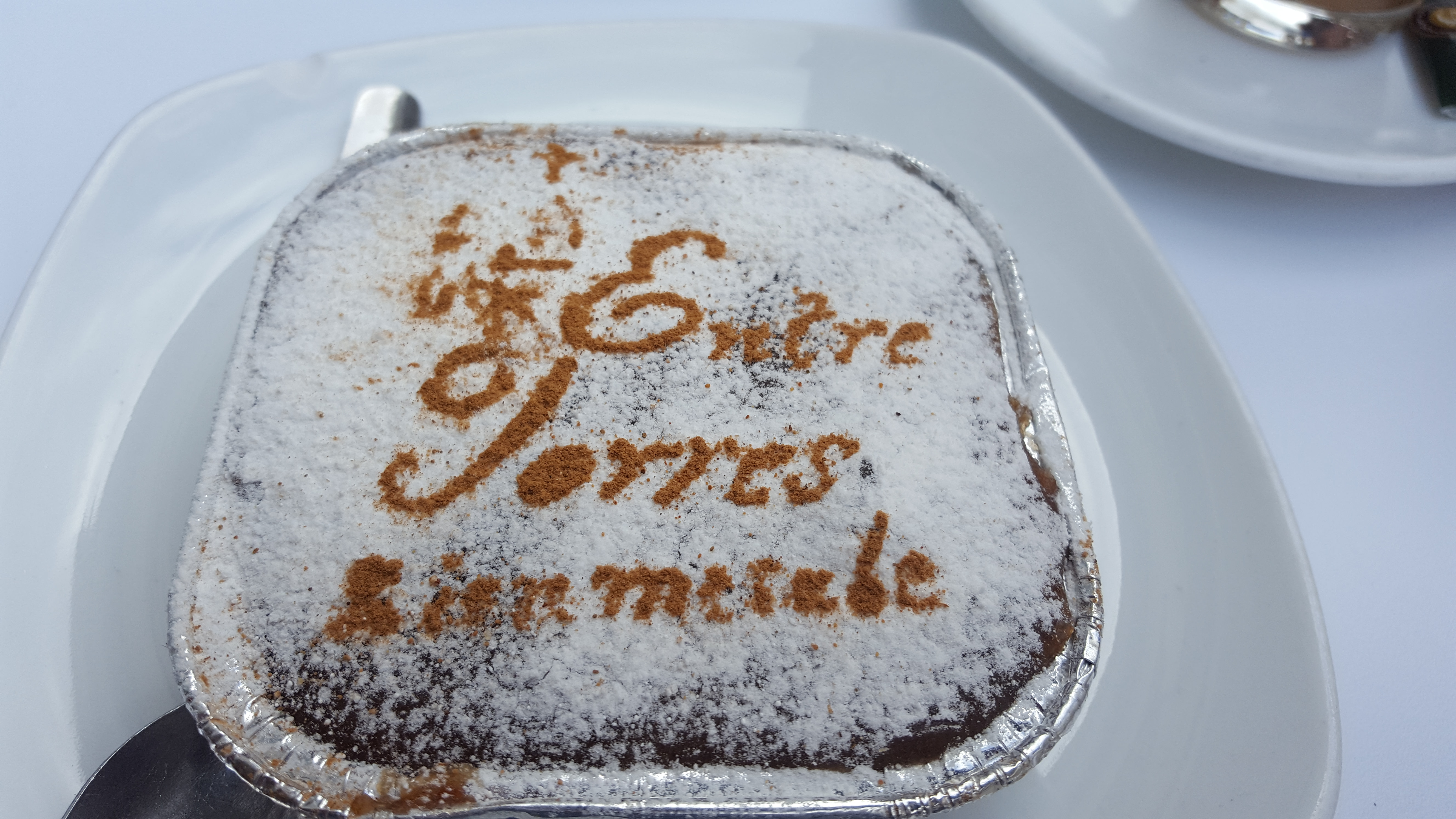
Bienmesabe antequerano

El bienmesabe antequerano es un dulce típico de la gastronomía de Andalucía.
De probable origen árabe, en Antequera (ciudad de la provincia de Málaga), en el Convento de Clausura de Belén de las Monjas Clarisas, se elabora desde 1635 con la misma receta y se vende a los viandantes a través de un torno de madera.[cita requerida]
Dentro de su ortodoxia hay ciertas variantes en su elaboración. Los ingredientes más frecuentes de este postre son: azúcar, almendras, huevos, almíbar de cidra, bizcochos de plantilla y canela molida. Puede servirse en una fuente entero o en raciones individuales en pequeños recipientes.

### Panamá
En la gastronomía panameña, bienmesabe es un postre preparado utilizando leche, arroz, y panela, que es cocinado lentamente.

### Puerto Rico
En la gastronomía puertorriqueña, bienmesabe es un jarabe dulce preparado utilizando leche de coco, yemas de huevo, y azúcar. Se come con bizcocho de soletilla, bizcochuelo, y ocra.

### Venezuela

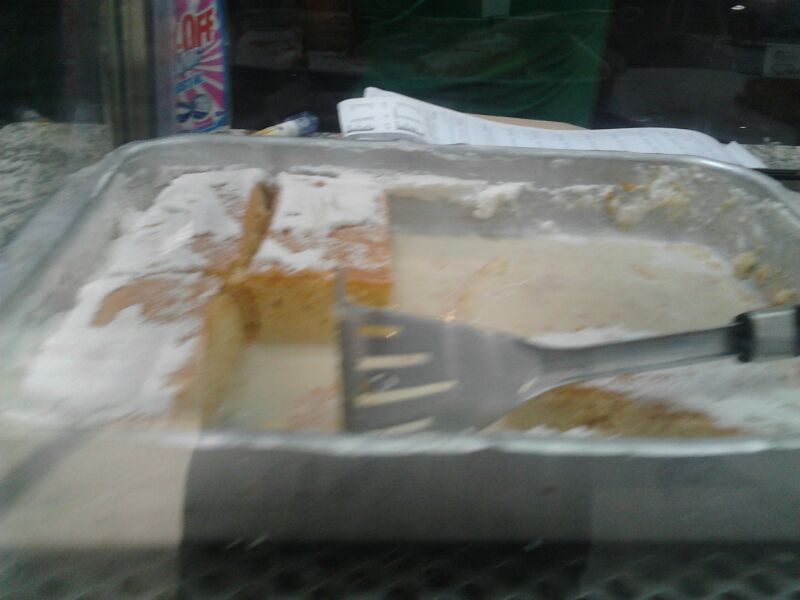
Bienmesabe de coco

En la gastronomía venezolana, bienmesabe es una torta tradicional que se prepara utilizando coco y licor. También existe una versión de bizcocho dulce que se remoja en una mezcla de yemas de huevo y leche de coco.